# 橋本久美子 (首相夫人)
橋本 久美子（はしもと くみこ、1941年11月27日 - ）は、日本の第82・83代内閣総理大臣である橋本龍太郎の妻。社会福祉法人日本介助犬協会・会長。

## 経歴
東京府生まれ。子爵加納久朗の次男で、サンウエーブ工業の社長などを務めた中村久次の長女。日本資本主義の父と呼ばれる実業家・渋沢栄一の玄孫。
戦時中は静岡県駿東郡御殿場町と神奈川県三浦郡葉山町に疎開していた。終戦後、最初は麻布の実家から近い東洋英和女学院小学部に通っていたが、小学校5年の時に聖心女子学院初等科へ編入した。そのまま大学まで一貫して聖心女子学院に学び、聖心女子大学では英文学を専攻した。大学在学中は女子テニス部の主将として活躍し、大学3年生の時には関東学生テニス選手権大会女子ダブルスで優勝した。1964年3月に同大学を卒業後、東京オリンピックの選手村で電話交換手のアルバイトをした。
1966年（昭和41年）、当選して1回である衆議院議員・橋本龍太郎と結婚する。なお、龍太郎と初めて会ったのは小学校高学年の時である。母方の祖母・八重子の死後、残された祖父・中村貫之が、龍太郎の継母・正（まさ）の姉である章（あや）と再婚したため（章と正はそれぞれ若宮貞夫の三女・四女）、血縁関係はないが遠い親戚となって時々遊ぶようになったという。その後、縁談が勝手に進められ仕方なく初デート当日を迎えることとなり、友達に会いに行くような感覚で「久しぶり」と再会を果たす。帝国ホテルで食事をした後、映画館で『愛情物語』を鑑賞したという。
これまでに日本・ラテンアメリカ婦人協会会長、国際なぎなた連盟会長、社会福祉法人日本介助犬協会会長、表千家同門会岡山県支部長などを歴任。2007年（平成19年）には産経新聞出版より『夫 橋本龍太郎：もう一度「龍」と呼ばせて』を出版。

## 著書
- 『夫 橋本龍太郎―もう一度「龍」と呼ばせて』（2007年10月、産経新聞出版）